# Castelo Velho de Freixo de Numão
O chamado Castelo Velho de Freixo de Numão, ou Povoado do Castelo Velho de Freixo de Numã, é um povoado da Idade do Bronze com primeira ocupação do Calcolítico localizado na freguesia e povoação de Freixo de Numão, Município de Vila Nova de Foz Côa, Distrito da Guarda, em Portugal.
Constitui um sítio arqueológico caracterizado pelos vestígios do que se acredita possa ter sido um castro pré-histórico. Implantado no alto de um esporão de xisto, aproveitando as condições naturais de defesa, é atualmente considerado um dos mais importantes povoados do Noroeste da Península Ibérica.[carece de fontes?]
Este sítio arqueológico encontra-se em classificado como Sítio de Interesse Público (SIP) desde 2010.

## História
As campanhas arqueológicas realizadas até ao momento permitem acreditar tratar-se de um sítio com ocupação datada entre 3000 a.C. e 2000 a.C., entre a Idade do Cobre e a Idade do Bronze.
O sítio foi sondado pela primeira vez no início da década de 1980, vindo a ser pesquisado sistemáticamente, a partir de 1989 pela Profa. Susana de Oliveira Jorge, no contexto de uma ampla campanha de prospecção realizada na região, a fim de avaliar o seu potencial arqueológico e estabelecer aqueles pontos merecedores de uma pesquisa mais detalhada. Integra atualmente o Parque Arqueológico do Vale do Côa.
A primeira fase construtiva do sítio é anterior ao terceiro milênio a.C., quando se registrou uma breve ocupação que, entretanto, permitiu fossem erguidas estruturas habitacionais, como testemunham alguns buracos de poste, lareiras e fragmentos cerâmicos. Data desse período a edificação de um torreão com evidências de ter sido utilizado até cerca de 1300 a.C..
Uma segunda fase construtiva registou-se entre cerca de 2900 a.C. e o início do segundo milénio a.C., abrangendo a edificação, na cota mais alta do esporão, do que se considera um "monumento" de planta sub-elíptica delimitado por uma pequena muralha e complementado, a Sul, por um recinto subcircular, bem como uma plataforma intermédia circundada por uma rampa ou talude, com átrio. Datam deste período algumas cabanas a ele associadas e diversos fragmentos de cerâmica, dormentes e moventes graníticos, pontas de seta, pesos de tear, diversos objetos de cobre e um de ouro, contas de colar e outros elementos de adorno.
Uma terceira fase construtiva decorreu entre o início do segundo milénio a.C. e 1300 a.C., enquanto as primitivas estruturas continuavam a ser utilizadas, enquanto se reconstruia uma rampa e se erguiam estruturas perecíveis. Data desta fase um espólio constituído por vasos cerâmicos, com motivos decorativos.
Uma quarta fase construtiva, mais recente, consistiu na petrificação da zona "monumental".

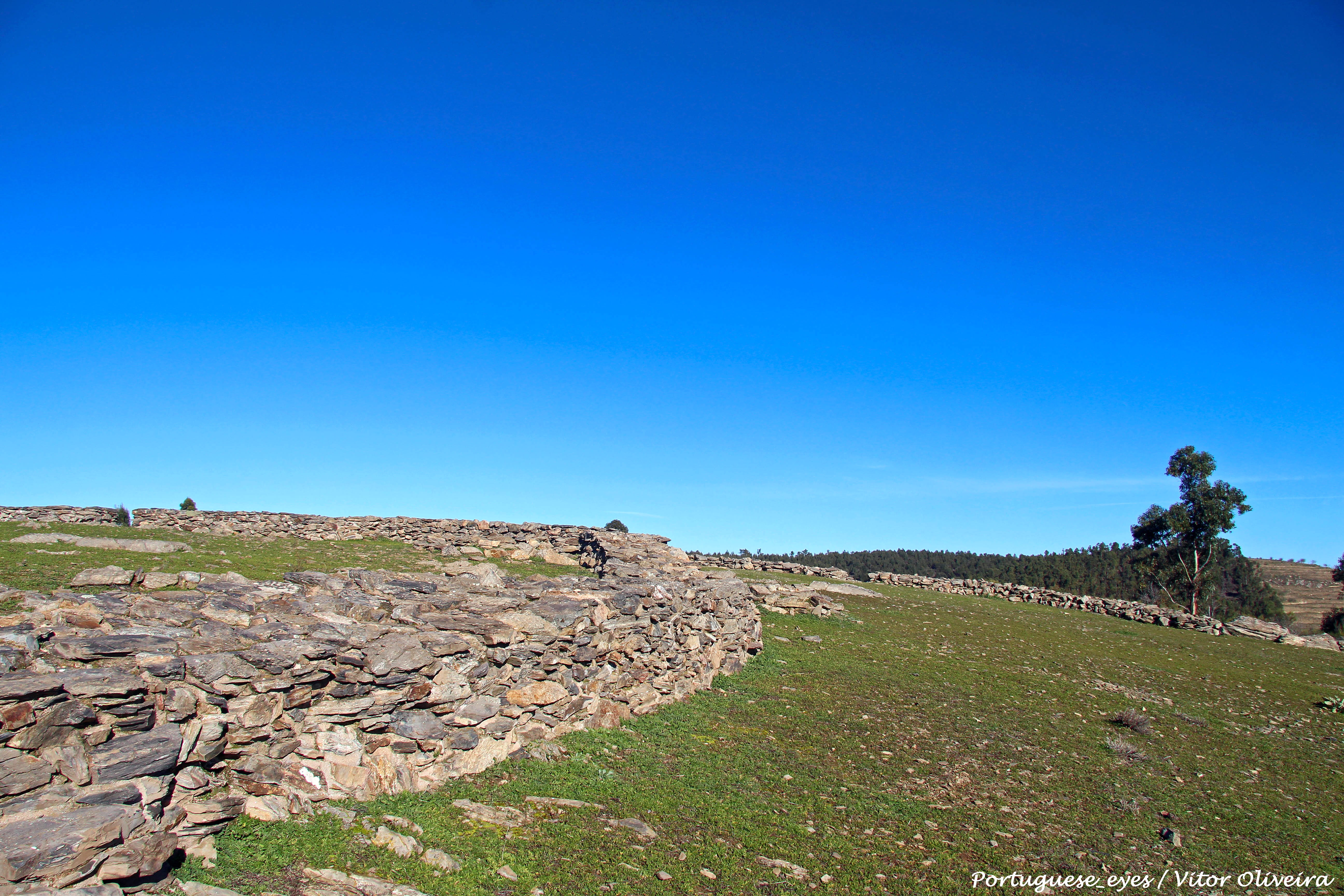
Castelo Velho de Freixo de Numão